# Nikita Lyamin
Nikita Andreyevich Lyamin (14 de outubro de 1985) é um jogador de voleibol indoor russo que atua na posição de central.

## Carreira
Nikita Lyamin representou, ao lado de Dmitri Barsouk, seu país nos Jogos Olímpicos de Verão. Nos Jogos Olímpicos de Verão de 2016, terminou em sétimo lugar, caindo nas quartas-de-finais.